# Завичајно одељење Библиотеке града Београда
Завичајно одељење је део Посебних фондова Библиотеке града Београда. У овом Одељењу се чувају старе и ретке књиге и књиге о Београду, више од 20.000 наслова чија је основна тема Београд, или се Београд помиње у неком значајном контексту. Обухваћена су књижевна и научна, домаћа и страна дела о граду, путописи, документи, споменице, адресари, годишњаци, календари, дела о привредним, комуналним, урбанистичким и социјалним питањима, издања градских организација...

## Историјат
На иницијативу потпредседника Општине града Београда, др Милосава Стојадиновића, 1929. године започето је прикупљање сваковрсне грађе о Београду. Формирани су фондови књига на основу којих је 11. јануара 1931. године свечано отворена једна од најстаријих градских установа културе. Од 1935, Библиотека и Музеј се налазе у згради у Змај Јовиној 1, која је поводом стогодишњице постојања Београдске општине, 1940. године, адаптирана, обновљена споља и изнутра и свечано отворена као први Градски културни дом Београда. После Другог светског рата под истим кровом остају, као и пре седам деценија, најстарије књиге и књиге о Београду, сакупљане од оснивања Библиотеке.

## Фонд старе и ретке књиге
Посебна пажња посвећена је Фонду старе и ретке књиге који садржи издања штампана до 1918. године, било да су штампана у Београду или ван њега.

## Фонд рукописа
Колекција рукописа обухвата 543 рукописа, на приближно 4.000 страна и састоји се већом делом од преписке, књижевних дела, политичких и историјских списа, судских докумената, аутобиографија XIX века и сл.

## Картографска збирка
Картографску збирку Библиотеке града Београда чини око 200 картографских докумената насталих од краја XVI до половине XIX века – у све три основне штампарске технике. Отиснуте са дрвореза, бакрорезних плоча и литографског камена, већином су ручно колорисане. Највећи део збирке заснива се на поклону Ристе и Радмиле Аћимовић.

### Картографска збирка Аћимовић
Збирка у целини одражава интересовање европске картографије за географско упознавање наших крајева у распону од три и по века. Прве карте са географским приказом наших земаља појавиле у су се у Венецији, Риму и Бечу, да би крајем XVI века, у време доминације Холандске картографске продукције примат преузеле радионице из Антверпена и Амстердама. Средином XVII века француска картографија преовладава, а највише карата излази из париских радионица. У XVIII веку доминантну улогу у издавању карата на којима су представљене наше земље преузимају немачки издавачи, пре свега у Нирнбергу и Аугсбургу. Крајем XVIII века аустријска картографија, а пре свега Бечки издавачи постају главни извор за упознавање географских знања о овим просторима. Хронолошким праћењем карата у збирци видимо да су се током XVIII века карте највише појављивале као последица интересовања за ратне сукобе између Хабзбуршког и Османског царства. У исто време појављују се и прикази битака и планови опсада Београда, који је с правом сматран за најзначајније утврђење на путу за Цариград. Ова збирка обухвата 187 географских карата.

#### Порекло и садржај збирке
Збирка је поклон брачног пара Радмиле и Ристе Аћимовића. Овај брачни пар је крајем шездесетих година XX века, боравио у иностранству и управо време проведено у иностранству омогућило им је да допуне збирку старих карата и планова, које се односе на Југословенске земље. Одмах по приспећу заоставштине Ристе и Радмиле Аћимовић у Библиотеку града Београда, г. Жељко Шкаламера је библиографски обрадио и описао. 

## Фонд визуелне грађе
Фонд визуелне грађе обухвата сакупљене фотографије, разгледнице...